# Heinrich Ehring

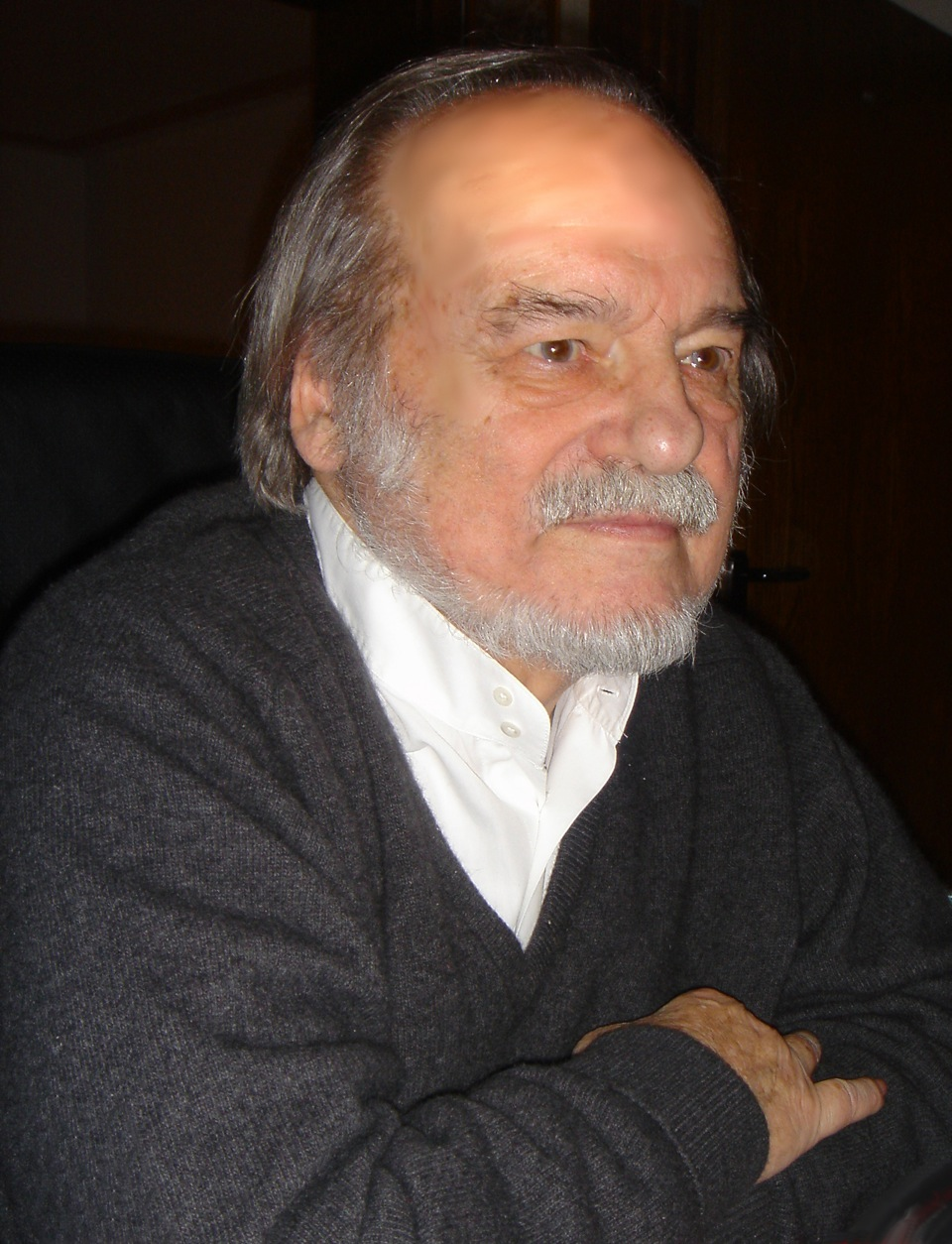
Heinrich Ehring

Heinrich Ehring (* 28. Juni 1929 in Bochum; † 1. Juni 2018 in Berlin) war ein deutscher Modellbauer, Designer, Konstrukteur und bildender Künstler.

## Leben
Im Alter von 12 Jahren hatte Heinrich Ehring den ersten Kontakt zum künstlerischen Handwerk, als er im Rahmen einer Kinderlandverschickung acht Monate bei einem Steinbildhauer am Bodensee lebte und arbeitete.

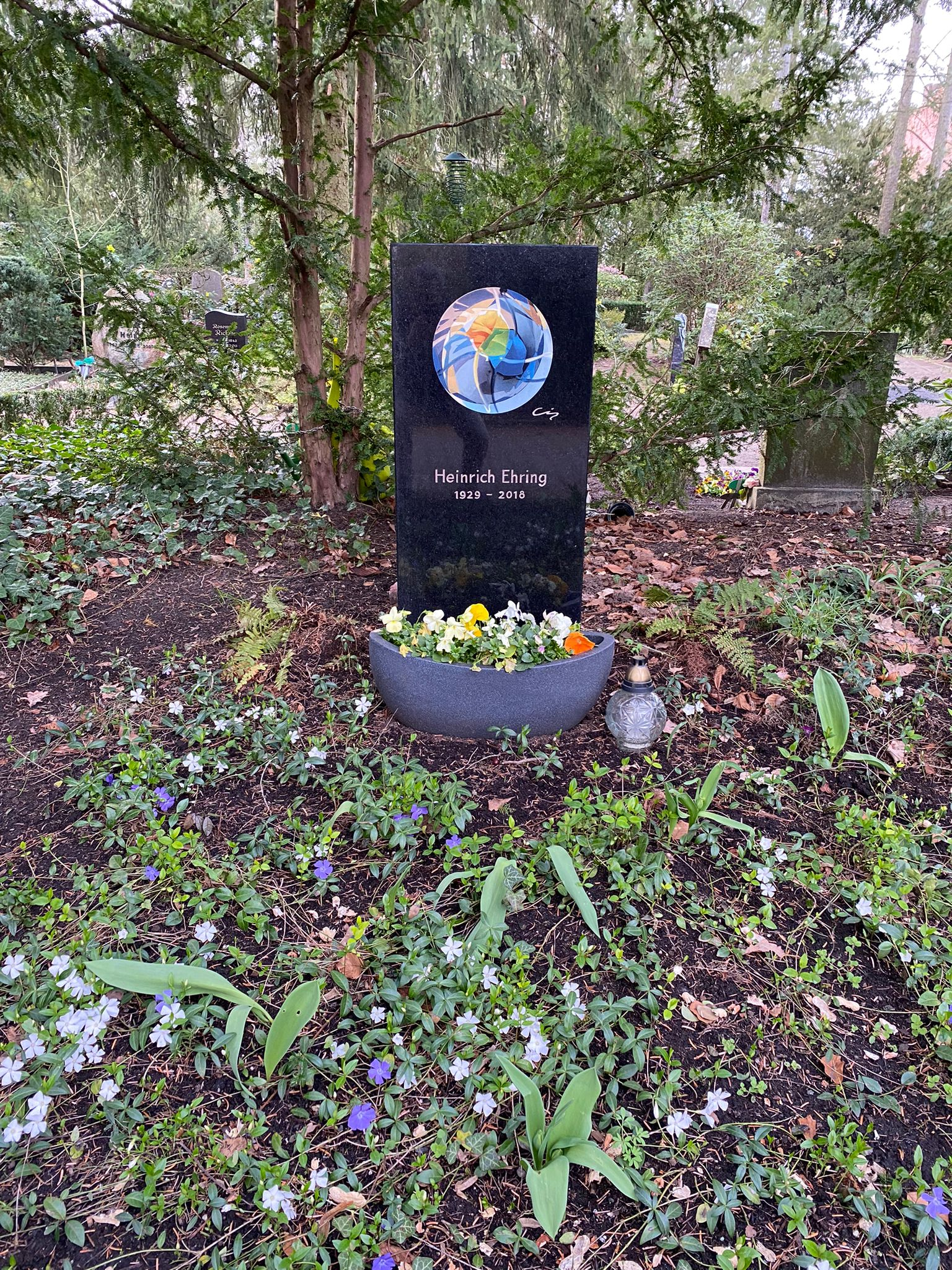
Grabstätte auf dem Parkfriedhof Lichterfelde

1943 bestand Heinrich Ehring das Auswahlverfahren für eine Lehrstelle als Metall-Flugzeugbauer bei der Firma Heinkel Flugzeugbau AG im Werk Rostock-Marienehe. Bedingt durch das Verbot des Flugzeugbaus durch die Alliierten in den Nachkriegsjahren konnte er die Lehre jedoch nicht beenden. Heinrich Ehring kehrte zu seinem Vater nach Bochum zurück. Er arbeitete im Hoch-/ Straßenbau und als Lokomotivführer unter Tage im Bergbau.
1947 kehrte Heinrich Ehring zurück in die Handwerkskunst und volontierte in Bochum bei einem Goldschmied und Metallbildhauer. Er befasste sich hauptsächlich mit Schmuck und Objekten im sakralen Bereich. In Abendlehrgängen vertiefte er sein Wissen zu handwerklich-gestalterischen Techniken der Metallverarbeitung. Sein Interesse für die Gestaltung und Formgebung bewog ihn 1949 ein Studium in der neuen Studienrichtung: „Handwerkliche und industrielle Formgebung“ an der Folkwang Schule in Essen zu beginnen.
Während dieser Zeit studierte Ehring u. a. bei Max Burchartz, dessen Buch „Die Schule des Schauens“ (erschienen 1962, Prestel Verlag München) bis heute als Standardwerk gilt. Burchartz vermittelte den Studenten, aufbauend auf den am Bauhaus entwickelten Vorkursen von Johannes Itten und Paul Klee, einen universellen, sinnlichen Ansatz und die Idee ganzheitlichen Designs. Wegen seiner besonderen Leistungen erhielt Heinrich Ehring mehrere Stipendien, die ihm das Studium ermöglichten.

Nach seinem Studium war Heinrich Ehring als Designer und Produktentwickler für die Lichttechnische Spezialfabrik „Novalux“ in Köln tätig. Er entwarf technische Leuchten für den Innen- und Außenbereich, Metalldeckensysteme und elektrische Haushaltsgeräte. Daneben war er für die Messestände und Werbemittel verantwortlich. In dieser Zeit entstanden Leuchten und Geräte, die unter anderem in der Sonderschau „Gute Industrieform“ auf der internationalen Hannover Messe und beim Landesgewerbeamt Stuttgart gewürdigt wurden.

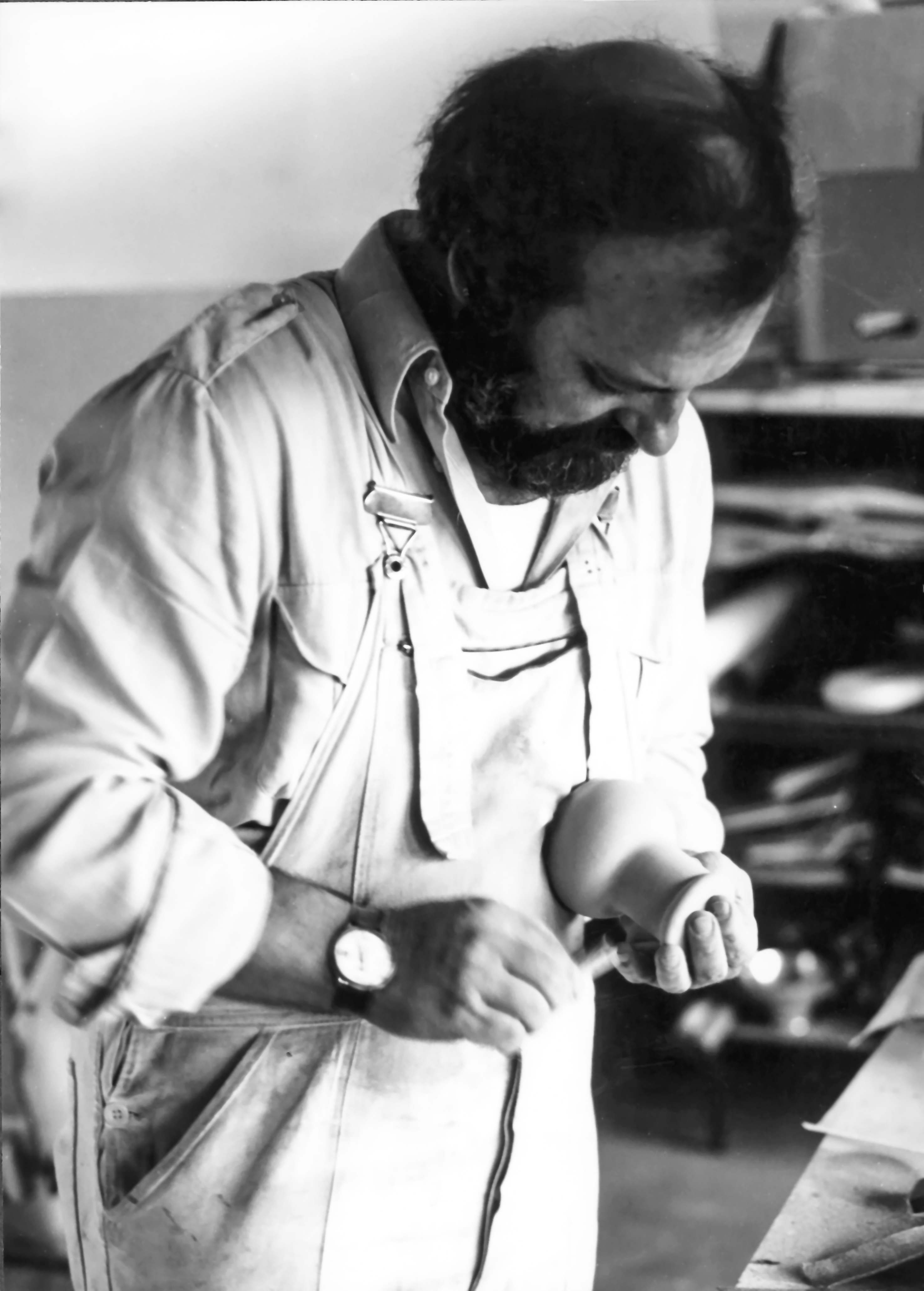
Heinrich Ehring in seinem Atelier Anfang der 70er Jahre

Heinrich Ehring blieb der Gestaltung von Leuchten treu. Nach einer Station bei der Firma H. Neuhaus in Neheim-Hüsten, wurde er von 1964 bis 1980 von der Firma Novalux erneut als Chefdesigner beschäftigt. Parallel arbeitete Ehring als Produktentwickler für verschiedene Firmen.
Um weiterhin Raum für seine freiberufliche Tätigkeit zu haben, erfüllte sich Heinrich Ehring beim Bau seines eigenen Hauses in Hirschberg den Traum von einem eigenen Atelier. Ehring arbeitet von hier freiberuflich für die Firmen Thorn-Emi, Norka, Pan-Leuchten, Goebel-KG und BJB.
1989 folgte der Umzug nach Berlin, wo seine Frau Barbara eine Professur an der Hochschule der Künste (der heutigen Universität der Künste) in der Fakultät Gestaltung erhielt. Heinrich Ehring erneuerte und erweiterte in Berlin sein Design Konzept. In Zusammenarbeit mit einer Berliner Firma entstanden Objekte für den Öffentlichen Raum: Spielplätze, Sitzmöbel, Bänke und Straßenbeleuchtung.
1991 erlitt Heinrich Ehring einen schweren gesundheitlichen Einbruch, wodurch er seine Karriere als Industriedesigner beendete. Als Künstler fand er sein neues Tätigkeitsfeld in der digitalen Gestaltung.
Seine letzte Ruhestätte fand Heinrich Ehring auf dem Parkfriedhof Lichterfelde.

## Künstler
Neben seiner Tätigkeit als Industriedesigner der 1. Generation in der Bundesrepublik galt das Interesse von Heinrich Ehring immer auch der skulpturalen Kunst.
Seine Formensprache ist die Abstraktion, die Ästhetik Prägnanz und Vitalität verkörpert.
„Eine Skulptur ist für mich erst gelungen, wenn keine Reduktion mehr möglich ist – Kunst als höchste und vollkommenste Form des Handwerks.“ Heinrich Ehring.

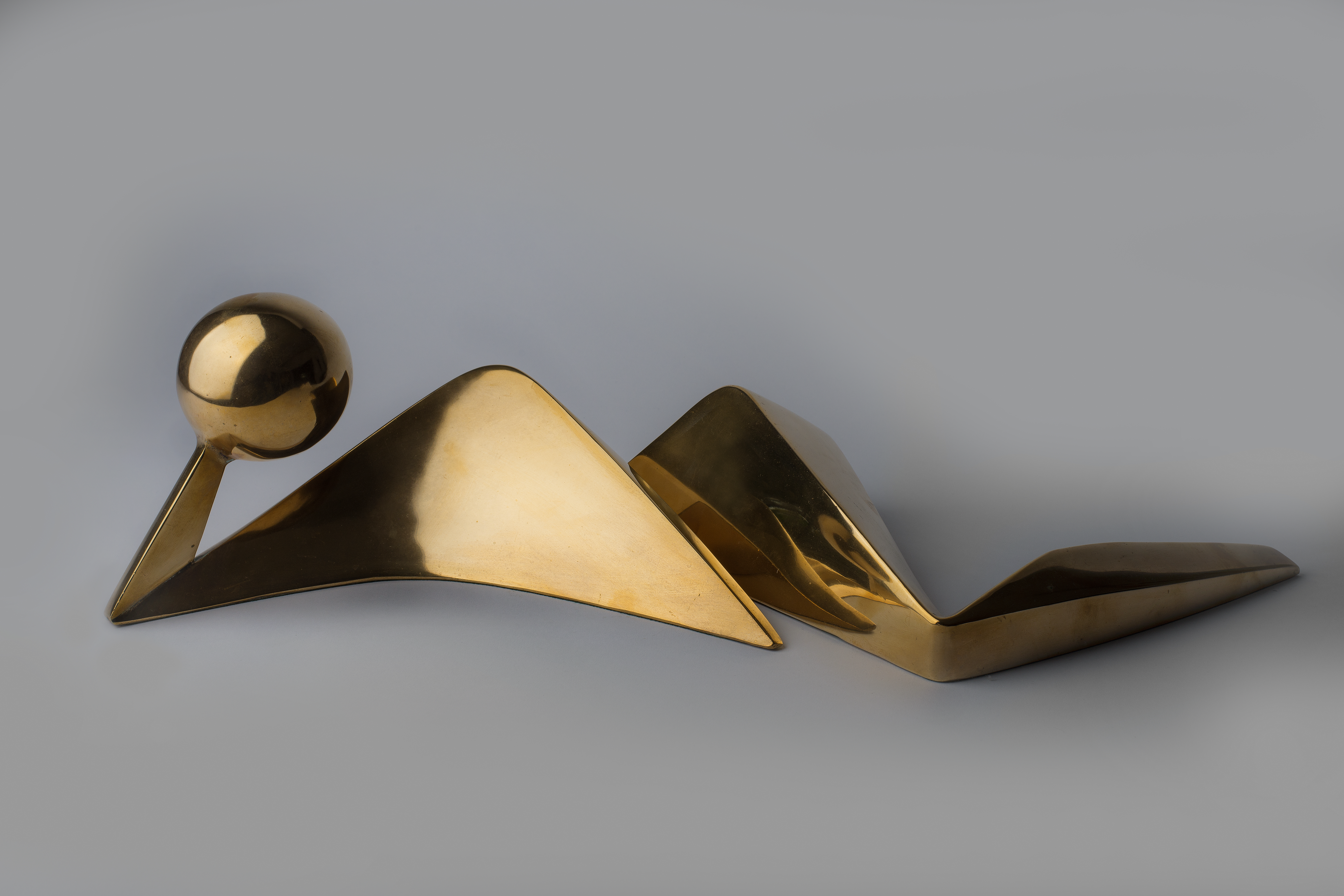
„Undine“ Zweigeteilte Skulptur, 1970er Jahre, Bronze poliert

Im November 2019 zeigte die Galerie ARTINNOVATION in Berlin unter dem Titel „Undines Reich“ eine Ausstellung mit Skulpturen von Heinrich Ehring.

## Arbeiten
- Novalux, Köln: Entwicklung der Serie: „Slimlight, Flatlight, Framelight“.
- Thorn Emi, Arnsberg/London: Indirekt strahlende Wandleuchte, Pendelleuchte und Standleuchte
- Städtisches Museum Abteiberg Mönchen Gladbach: Entwicklung von Spezialleuchten. Architekt Hans Hollein, Ausführung Novalux, Köln

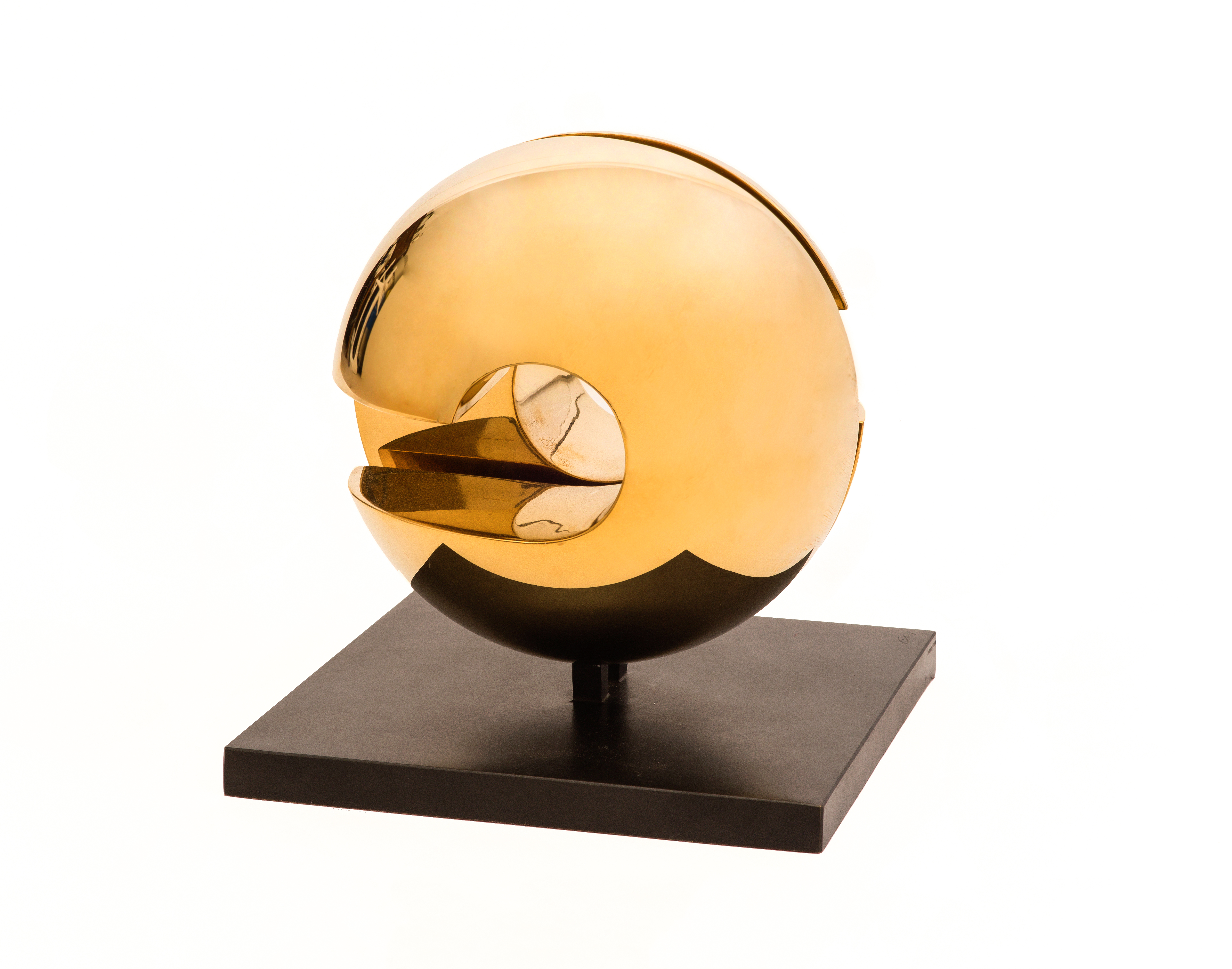
„Kommunikation“, 1970er Jahre, Bronze poliert, zweiteilig

- NORKA, Lichttechnische Spezial Fabrik, Hamburg: Entwurf des eleganten Außenstrahlers ’Spica’
- Stölzle-Oberglas AG Bärnbach/Wien/Mailand/Murano: Kollektionen in Opalglas für Tisch Leuchten und Pendelleuchten für die Firma Milan Illuminaión des Grafen von Bergamo.
- Stölzle - Oberglas AG und die Firma fino Glaskunst: Unikate Glas Pendelleuchten und Glas Accessoires
- Pan – Leuchten, Meudt: Sonderkollektion: „Die Kunst am Licht“[3]

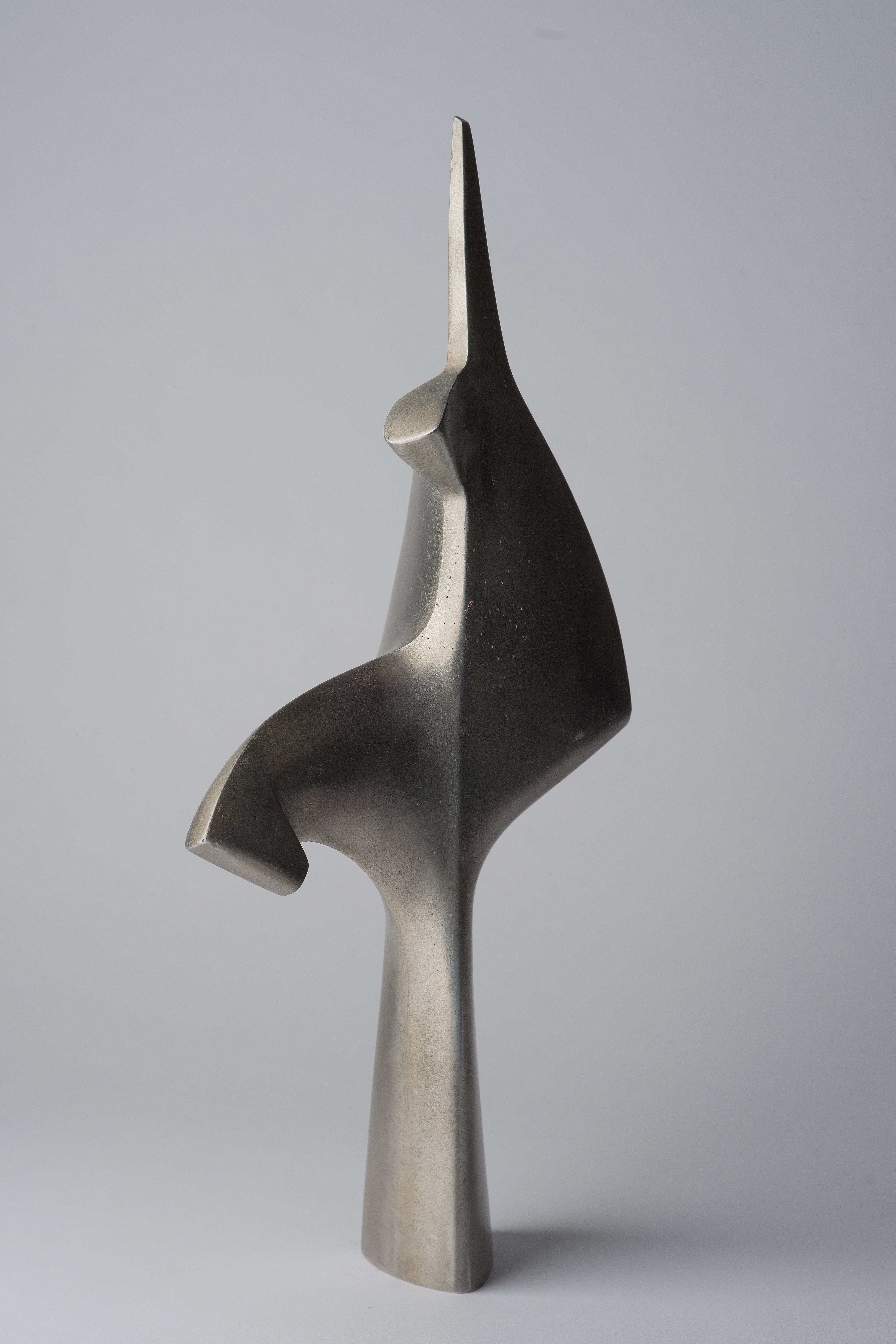
„Don Quijote“, 1970er Jahre, Aluminium gebürstet

## Auszeichnungen
- if Die gute Industrieform,  Hannover (Katalog 1985)
- „Artedition Compliment 2020“ Preis der Jury für die Kategorie Skulptur, Ausgezeichnet: Die Skulptur ’Undine’

## Veröffentlichungen
- Galerie ARTINNOVATION, Innsbruck, Kunstbuch Artedition 2020